# 萬鏜
萬鏜（1485年—1565年），字仕鳴，號治斋，江西南昌府進賢縣（今江西省進賢縣）人，明朝政治人物，官至吏部尚書。

## 生平
萬鏜登弘治十七年（1504年）甲子科江西鄉試第二名舉人，弘治十八年（1505年）聯捷乙丑科二甲九十五名進士。刑部觀政，正德年間，由刑部主事屢遷吏部考功司員外郎、文選司郎中，后因司署發生火災啊，下獄，贖還職。此後歷任太常寺少卿、提督四夷馆，升大理寺右少卿，十六年五月进左少卿。
明世宗繼位后，因萬鏜曾給知縣劉源清寫信令其防備朱宸濠叛亂，而賚金幣。嘉靖元年（1522年）二月升爲順天府尹，嘉靖二年（1523年）丁父憂去職，后继以母亲饶夫人之哀，服喪六年，服阕，五年六月復除原职。六年十月升南京都察院右副都御史，七年七月升任南京兵部右侍郎，八年七月升南京都察院右都御史。十一年冬因彗星事進言，而招致世宗大怒，斥為民，令吏部錮勿用。家居十年中，屢次授推薦均不予批准。同年嚴嵩控制朝政時，援引湖廣蜡爾山蠻叛，嘉靖二十二年（1543年）三月起用其為右副都御史，勘处湖广、贵州夷情，參與剿撫。萬鏜接納土指揮田應朝計謀，誘致其酋，督兵攻破。嘉靖二十四年平定后召還回京，任兵部右侍郎，但不久銅平酋龍子賢再次叛亂，御史繆文龍稱萬鏜剿撫均失敗。世宗下詔撫按官勘覆，后歸罪於參將李經，事情方解。
嘉靖二十五年正月，萬鏜升任兵部左侍郎，二十六年三月升南京刑部尚書，二十八年二月改南京禮部尚書，三十年三月召為刑部尚書，十月代替李默為吏部尚書，三十二年三月九年秩满，加太子少保。
萬鏜為嚴嵩所舉薦，此後凡事均委隨嚴嵩，又頗為擅長貪污賄賂之策。撫治鄖陽都御史缺位，萬鏜舉薦通政使趙文華。恰逢給事中朱伯辰彈劾趙文華，趙文華則檢舉萬鏜實為排擠。世宗大怒，遂於三十二年八月將朱伯辰與萬鏜一同罷免，嘉靖四十四年去世，享年八十一。隆慶二年，恢復官職，賜祭葬，贈太子太保。所著有《治斋文集》、诗词、奏议，行于世。

## 家族
曾祖萬德銓。祖父萬原和，永樂庚子舉人，官大理府教授，贈通判。父萬福，號希庵，成化丁未進士，南京刑部郎中，官任金華府知府。母饒氏，封宜人。重庆下。兄萬鎡，贡士。
- 长子萬淳，母劉氏，官生，娶临川都御史皆所陈炌女，早卒未仕；
- 次子萬滽，母李氏，恩生，娶南昌府尹笔山熊洛女；
- 萬渶，母劉氏，邑庠生，曾钧女婿；
- 萬浚，母李氏，国子生，娶临川乡进士南华许大经女；
- 萬湋，母李氏，聘邑庠生赵鹤溪传女；
- 萬澍，母陳氏，聘临川县大尹徐志斋宏女，
- 女三：长适大理卿四西傅公次子守忠，官兵马；次早逝；幼适友伯江石南三子昉，国子生，俱夫人杨氏出。